# Enrique Casorzo
Enrique Casorzo Federici fue un arquitecto y dirigente deportivo chileno. Se desempeñó como presidente del Club Deportivo Universidad Católica en tres etapas, 1950-1951, 1955-1956 y 1966-1967.

## Biografía
La trayectoria de Enrique Casorzo como dirigente deportivo comienza con la transición del Club Deportivo Universidad Católica del amateurismo al profesionalismo, tal como ocurrió con Augusto Gómez y otros directivos de la época. Estuvo presente en la fundación del club y fue nombrado vicepresidente en la primera directiva. En 1938, Casorzo lideró la delegación en la primera hora de Universidad Católica, la cual tuvo estaciones como la ciudad de Punta Arenas, capital de la Provincia de Magallanes.
Como presidente del CDUC, asumió en tres etapas. En la primera asumió tras la obtención de la primera estrella en la temporada 1949. En su segunda gestión recibió al club con la rama de fútbol en la división de Ascenso, cosechó el éxito y obtuvo el título de campeón, logrando el ascenso para la temporada 1957. Una década después, retornó en la temporada 1966, obteniendo el título de campeón y el cuarto título para la institución. En la Copa Libertadores de América, el equipo alcanzó la semifinal.